# Trifosfat d'adenosina
El trifosfat d'adenosina, àcid adenosinatrifosfòric, adenosinatrifosfat o adenosina-5'-trifosfat (ATP) és un nucleòtid multifuncional que té un paper important en la biologia cel·lular com a coenzim; ja que és considerat com “la moneda molecular” de transferència energètica intracel·lular. L'ATP transporta energia química a l'interior de les cèl·lules per al metabolisme. És una font d'energia produïda durant la fotosíntesi i la respiració cel·lular i és consumit per molts enzims en una multitud de processos cel·lulars, incloent-hi les reaccions de biosíntesi, motilitat i divisió cel·lular.
L'ATP està fet d'adenosina difosfat (ADP) o adenosina monofosfat (AMP) i el seu ús en el metabolisme el converteix de nou en els seus precursors. L'ATP, de totes maneres, és reciclat a l'organisme.
L'ATP s'utilitza com a substrat en les rutes de transducció de senyals per cinases que fosforilen proteïnes i lípids, així com “adenilat ciclases”, que utilitzen ATP per produir la segona molècula d'AMP cíclic missatger.
La proporció entre ATP i AMP és utilitzada per la cèl·lula com una forma per saber la quantitat d'energia que li és accessible i per controlar les rutes metabòliques que produeixen i consumeixen ATP. A part del seu paper en el metabolisme energètic i en la senyalització, l'ATP també s'incorpora en els àcids nucleics a través de polimerases en el procés de replicació de l'ADN i en la transcripció.
L'estructura d'aquesta molècula consisteix en una base de purina (l'adenina) que està unida al carboni 1 d'una pentosa (la ribosa). Tres grups fosfats estan units al carboni 5' de la pentosa. És el fet d'afegir i treure aquests grups fosfats el que transforma l'ATP, l'ADP i l'AMP. Quan l'ATP s'utilitza en la síntesi d'ADN, la ribosa és el primer a convertir-se en desoxiribosa gràcies al ribonucleòtid reductasa.
L'ATP va ser descobert el 1929 per Karl Lohmann, però la seva vertadera estructura no va ser determinada fins uns anys més endavant. Es va proposar com la principal molècula de transferència energètica de la cèl·lula per Fritz Albert Lipmann el 1941. I es va sintetitzar artificialment per primera vegada per Alexander Todd el 1948.

## Propietats físiques i químiques
L'ATP consisteix en una adenosina (composta per un anell d'adenina i un sucre (ribosa)) i en tres grups fosfats (trifosfat). Els grups fosforils; començant pel més proper a la ribosa, són anomenats: alfa (α), beta (ß) i gamma (γ) fosfats.
L'ATP és altament soluble en aigua i és bastant estable en solucions que tenen un pH que oscil·la entre 6,8 i 7,4; però s'hidrolitza ràpidament a PH extrem. Com a conseqüència, l'ATP s'emmagatzema millor en forma de sal anhídrica.
L'ATP és una molècula inestable en aigua sense tamponar, ja que aquesta hidrolitza l'ATP a ADP i fosfat. Això és degut al fet que la força de les unions entre els residus de fosfat en l'ATP són menys fortes que la força de les unions d'”hidratació” entre els seus productes (ADP i fosfat) i l'aigua. Així, si l'ATP i l'ADP es troben en equilibri en aigua, gairebé tot l'ATP serà convertit tard o d'hora en ADP.
Un sistema que es trobi lluny de l'equilibri conté energia lliure de Gibbs, i és capaç de fer treball. Les cèl·lules vives mantenen la proporció d'ATP i ADP en un punt de deu ordres de magnitud des de l'equilibri, amb concentracions d'ATP cent vegades més altes que la concentració d'ADP. Aquest desplaçament de l'equilibri vol dir que mitjançant la hidròlisi d'ATP a la cèl·lula s'aconsegueix una gran quantitat d'energia.
El contingut energètic d'una molècula aïllada d'ATP és una conseqüència de les unions anhídriques que connecten fosfats adjacents. Els anhídrids mostren una major reactivitat comparats amb els seus corresponents àcids. Això és degut al fet que les unions que constitueixen una mitat anhídrica són menys estables (per aquest motiu són més energètiques) que les unions que es poden formar a partir de substitucions nucleofíliques. En el cas de l'ATP, les unions formades a partir de la hidròlisi o de la fosforilació d'un residu de l'ATP, són menys energètiques que les unions fosforoanhídiques de l'ATP.
A partir d'una hidròlsi d'ATP mediada per enzims o una fosforilació per ATP, aquesta energia pot ser aprofitada per un sistema viu per realitzar un treball.
Qualsevol sistema inestable de molècules reactives potencials podria servir potencialment com una forma d'emmagatzemar energia lliure, si la cèl·lula mantingués la seva concentració lluny del punt d'equilibri de la reacció. Tot i això, com en el cas amb més molècules polimèriques, el trencament de l'ARN, ADN i ATP en monòmers simples és dirigit per dues consideracions; l'augment d'entropia i l'alliberament d'energia, tant si les concentracions són estàndards com si es tracta de les concentracions que podríem trobar dintre d'una cèl·lula.
La quantitat d'energia que podem obtenir a partir de la hidròlisi d'ATP es pot calcular mitjançant els canvis en l'energia en condicions no naturals (també anomenades estàndard) i després corregint cap a concentracions biològiques. El canvi net en forma de calor (entalpia) a temperatura i pressió estàndard en la descomposició de l'ATP en ADP hidratat i en fosfat hidratat inorgànic és -20.5 kJ/mol, amb un canvi d'energia lliure de 3.4 kJ/mol. L'energia alliberada pel trencament d'unitats tant del fosfat (Pi) o del pirofosfat (Ppi) d'ATP a estat estàndard d'1 M és:
ATP + H2O → ADP + Pi 				AGº= -30.5 KJ/mol (-7.3 kcal/mol)
ATP +H2O → AMP + PPi				AGº= -45.6 KJ/mol (-10.9 kcal/mol)
Aquests valors es poden utilitzar per calcular el canvi energètic en condicions fisiològiques i la proporció cel·lular d'ATP/ADP. Aquests valors donats per l'entalpia lliure de Gibbs en aquesta reacció són dependents de diversos factors, incloent-hi en general la força iònica i la presència d'ions de metalls alcalinoterris com ara Mg2+ i el Ca2+. Sota condicions cel·lulars típiques, ΔG és aproximadament de -57 kJ/mol (-14 kcal/mol).

### Ionització en sistemes biològics
L'ATP té múltiples grups ionitzables amb diferents constants de dissociació d'àcids. En solucions neutres, l'ATP s'ionitza i existeix majoritàriament com ATP4-, amb una petita proporció d'ATP3-. Donat que l'ATP té molts grups carregats negativament en solucions neutres, pot formar complexos amb metalls d'elevada afinitat. La constant d'unió per diversos ions metàl·lics és (donada per mol): Mg2+ (9554), Na+(13), Ca2+ (3722), K+ (8), Sr2+ (1381) i Li+ (25). Degut a la força d'aquestes interaccions, l'ATP existeix en la cèl·lula sobre tot formant un complex amb el Mg2+.

## Biosíntesi
La concentració d'ATP dintre de la cèl·lula és típicament d'1-10 mM. L'ATP pot ser produït en reaccions redox utilitzant sucres simples i complexos (carbohidrats) o lípids com a font d'energia. Perquè l'ATP sigui sintetitzat a partir de combustibles complexos, primerament necessiten ser degradats fins a aconseguir els seus components bàsics. Els carbohidrats són hidrolitzats en sucres simples, com la glucosa i la fructosa. Els greixos (com ara els triacilglicèrids) són metabolitzats per donar àcids grassos i glicerol.
El procés global d'oxidar la glucosa per aconseguir diòxid de carboni es coneix com a respiració cel·lular i pot produir aproximadament 30 molècules d'ATP a partir d'una única molècula de glucosa. L'ATP pot ser produït per diferents processos cel·lulars; però les rutes principals utilitzades per generar energia en els organismes eucariotes són: la glucòlisi i el cicle de l'àcid cítric (o la fosforilació oxidativa), ambdós components de la respiració cel·lular; i la beta oxidació. La majoria de la producció d'ATP per eucariotes aerobis no fotosintètics es duu a terme en el mitocondri, que pot constituir aproximadament el 25% del volum total d'una cèl·lula típica.

### Glucòlisi
En la glucòlisi, la glucosa i el glicerol són metabolitzats cap a piruvat a través de la ruta glucolítica. En molts organismes, aquest procés es produeix en el citosol, però en alguns protozous (com ara els kinetoplàstids), això succeeix en orgànuls especialitzats anomenats glicosomes. La glicòlisi genera dues molècules d'ATP a partir de la fosforilació d'un substrat catalitzada per dos enzims: PGK i piruvat-cinasa. També es produeixen dues molècules de NADH, que poden ser oxidades a través de la via de la cadena de transport d'electrons i que, com a resultat, produeixen ATP addicional per l'ATP sintasa. El piruvat generat com un producte final de la glucòlisi és un substrat al cicle de Krebs.

### Glucosa
Als mitocondris, el piruvat és oxidat pel complex piruvat deshidrogenasa, per aconseguir acetil-CoA, que és oxidat completament cap a diòxid de carboni pel cicle de l'àcid cítric (també conegut com a cicle de Krebs). Cada “volta” del cicle de l'àcid cítric produeix dues molècules de diòxid de carboni, una molècula equivalent a l'ATP (la guanosina trifosfat (GTP) (per la fosforilació del nivell de substrat catalitzada pel succinil CoA sintetasa)), tres molècules d'un coenzim reduït anomenat NADH i una molècula d'un altre coenzim reduït anomenat FADH₂. Aquestes dues últimes molècules són reciclades cap als seus estats oxidats (NAD+ i FAD, respectivament) a través de la cadena de transport d'electrons, que genera més ATP per la fosforilació oxidativa. L'oxidació d'una molècula de NADH dona aproximadament de dues a tres molècules d'ATP, i l'oxidació d'un FADH₂ produeix entre una i dues molècules d'ATP. La majoria de l'ATP cel·lular és generat per aquest procés.
Tot i que el cicle de l'àcid cítric no implica en si mateix l'oxigen molecular, es tracta d'un procés obligatòriament aerobi, ja que l'oxigen és necessari per reciclar el NADH i el FADH₂ reduïts per aconseguir els seus estats oxidats. En absència d'oxigen el cicle de l'àcid cítric aturaria la seva funció degut a la carència de NAD+ i FAD disponible.
La generació d'ATP pel mitocondri a partir del NADH del citosol està lligada a la utilització de bombes de malat-aspartat (i també, tot i que en grau inferior, la utilització de bombes de glicerol-fosfat), ja que la membrana mitocondrial interna és impermeable al NADH i al NAD+. En comptes de transferir el NADH generat, un enzim anomenat malat deshidrogenasa converteix l'oxaloacetat en malat, i aquest és translocat cap a la matriu mitocondrial. Una altra reacció catalitzada pel malat-deshidrogenasa té lloc en la direcció oposada, produint oxaloacetat i NADH del nou malat transportat i del magatzem de NAD+ de l'interior del mitocondri. Una transaminasa converteix l'oxaloacetat en aspartat per transportar-lo enrere a través de la membrana i cap a l'espai intermembrana.
En la fosforilació oxidativa, el pas d'electrons des de NADH i FADH₂ a través de la cadena de transport d'electrons activa el bombament de protons fora de la matriu mitocondrial i cap a l'interior de l'espai intermembrana. Això crea una força motriu de protons que és l'efecte net d'un gradient de PH i un gradient de potencial elèctric a través de la membrana mitocondrial interna. El flux de protons sota aquest gradient de potencial (que és des de l'espai intermembrana fins a la matriu) proporciona la força motriu necessària per a la síntesi d'ATP per l'ATP sintasa. Aquest enzim conté una subunitat giradora que físicament rota amb relació a les porcions estàtiques de la proteïna durant la síntesi d'ATP.
La majoria de l'ATP sintetitzat als mitocondris serà utilitzat per a processos cel·lulars en el citosol; així doncs, haurà de ser exportat de la matriu mitocondrial (que és el lloc de síntesi). La membrana interna conté un “antiporter” anomenat ADP/ATP translocador, que és una proteïna integral de membrana utilitzada per intercanviar nou ATP sintetitzat a la matriu per ADP de l'espai intermembrana.
Aquesta translocasa és dirigida pel potencial de membrana, que és el resultant del moviment d'aproximadament quatre càrregues negatives cap a l'exterior de la membrana mitocondrial per intercanviar-les per tres càrregues negatives cap a l'interior d'aquesta. Tot i això, també és necessari transportar fosfat cap a l'interior del mitocondri; el portador del fosfat mou cap a l'interior un protó amb cada fosfat, fent dissipar parcialment el gradient de protons.

### Beta oxidació
Els àcids grassos també es poden degradar en acetil-CoA a través de la beta oxidació. Cada ronda d'aquest cicle redueix dos àtoms de carboni la longitud de la cadena d'acil i produeix una molècula de NADH i una de FADH₂, que seran utilitzades per a generar ATP a partir de la fosforilació oxidativa. Donat que el NADH i el FADH₂ són molècules riques en energia, dotzenes de molècules d'ATP poden ser generades a partir de la beta oxidació d'una sola cadena llarga d'acil. L'elevada energia produïda per aquest procés i el compacte emmagatzematge del greix expliquen perquè aquesta és la font més important de calories a partir de la dieta.

### Respiració anaeròbia
Tant la respiració anaeròbia com la fermentació implica la generació d'energia a través de processos d'oxidació en absència d'oxigen com a acceptor d'electrons. En la majoria d'eucariotes, la glucosa s'utilitza tant com a magatzem d'energia com a donador d'electrons. L'equació per a l'oxidació de la glucosa cap a àcid làctic és:
C₆H₁₂O₆ 2CH₃CH₈OH9COOH + 2ATP
En els procariotes, una gran quantitat d'acceptors d'electrons poden ser utilitzats durant la respiració anaeròbia. Aquests inclouen: el nitrat, el sulfat o el diòxid de carboni. Aquest procés, lligat amb l'important procés ecològic de la desnitrificació, la reducció del sulfat i la acetogènesi respectivament.

### ATP ple de cinases de nucleòsid difosfat
L'ATP també pot ser sintetitzat a través de diverses reaccions de suposat “re-emplenament” catalitzades per famílies de l'enzim del nucleòsid difosfat-cinasa (NDKs), que utilitzen altres nucleòsids trifosfats com un donador de fosfats d'elevada energia, i l'ATP: família de la guanidofosfatotransferasa.

### Producció d'ATP durant la fotosíntesi
A les plantes, l'ATP es sintetitza en la membrana tilacoide del cloroplast durant les reaccions dependents de llum de la fotosíntesi en un procés anomenat fotofosforilació. Aquí, l'energia de la llum és utilitzada per bombar protons a través de la membrana del cloroplast. Això produeix una força motriu de protons que dirigeix l'ATP sintasa, exactament igual que en la fosforilació oxidativa. Alguns dels ATPs produïts en els cloroplasts són consumits en el cicle de Calvin, que produeix sucres (trioses).

### Reciclatge de l'ATP
La quantitat total d'ATP en el cos humà és de 0,1 mols. La majoria d'ATP no és sintetitzada des de zero sinó que és generada a partir d'ADP dels processos mencionats prèviament. Així, en qualsevol moment donat, la quantitat total de ATP + ADP es manté bastant constant.
L'energia utilitzada per les cèl·lules humanes requereix la hidròlisi de 100 fins a 150 mols d'ATP diàriament, el que és aproximadament de 50 fins a 75 kg. Típicament, un humà utilitzarà el seu pes corporal en ATP durant el curs del dia. Això significa que cada molècula d'ATP es recicla de 1000 fins a 1500 vegades cada dia (100/0,1= 1000). L'ATP no pot ser emmagatzemat, és per això que el seu consum segueix a prop la seva síntesi.

## Regulació de la biosíntesi
La producció d'ATP en una cèl·lula aeròbia eucariota està fortament regulada per mecanismes al·lostèrics, per efectes “feedback” i per la dependència a la concentració de substrat dels enzims individuals dintre de les rutes de la glucòlisi i la fosforilació oxidativa. Existeixen punts clau de control en les reaccions enzimàtiques que són tan energèticament favorables que a nivell efectiu es converteixen en reaccions irreversibles en condicions fisiològiques.
En la glucòlisi, l'hexocinasa està directament inhibida pel seu producte, la glucosa-6-fosfat, i el piruvat-cinasa està inhibit pel mateix ATP. El principal punt control per la ruta glucolítica és la fosfofructocinasa (PFK), que està inhibida al·lostèricament per altes concentracions d'ATP i és activada per altes concentracions d'AMP. La inhibició del PFK per ATP és inusual, ja que l'ATP és també un substrat en la reacció catalitzada pel PFK; la forma biològica activa de l'enzim és un tetràmer que existeix en dues possibles conformacions; únicament una d'aquestes s'uneix al segon substrat fructosa-6-fosfat (F6P). La proteïna té dos llocs d'unió per l'ATP: el centre actiu, que és accessible en les dues conformacions de la proteïna i la unió de l'ATP en el lloc d'inhibició, que estabilitza la conformació i fa que s'uneixi poc amb l'F6P. Una varietat d'altres molècules petites pot compensar el canvi induït per ATP de la conformació en l'equilibri i reactivar el PFK, incloent-hi l'AMP cíclic, ions d'amoni, fosfat inorgànic, fructosa 1,6 i 2,6 bifosfat.
El cicle de l'àcid cítric és regulat principalment per la disponibilitat de substrats clau, particularment la proporció de NAD+ i NADH i les concentracions de calci, fosfat inorgànic, ATP, ADP i AMP. El citrat (una molècula que dona el seu nom al cicle de l'àcid cítric) és un inhibidor de “feedback” del citrat sintasa i també inhibeix el PFK, aportant una connexió directa entre la regulació del cicle de l'àcid cítric i la glicòlisi.
En la fosforilació oxidativa, el punt clau de control és la reacció catalitzada pel citocrom c oxidasa; que està regulat per la disponibilitat de substrat (la forma reduïda del citocrom c). La quantitat reduïda de citocrom c disponible està directament relacionada amb la quantitat d'altres substrals:
{\displaystyle {\frac {1}{2}}NADH+cyt~c_{ox}+ADP+P_{i}\iff {\frac {1}{2}}NAD^{+}+cyt~c_{red}+ATP}
El que implica directament aquesta equació: 
{\displaystyle {\frac {cyt~c_{red}}{cyt~c_{ox}}}=\left({\frac {[NADH]}{[NAD]^{+}}}\right)^{\frac {1}{2}}\left({\frac {[ADP][P{i}]}{[ATP]}}\right)K_{eq}}
Així, una elevada proporció de [NADH] i [NAD+] o una proporció baixa de [ADP] [Pi] i [ATP] implica una elevada quantitat de citocrom c reduït i una elevada activitat de citocrom c oxidasa. Un altre nivell de regulació addicional és introduït per les velocitat de transport de l'ATP i el NADH entre la matriu mitocondrial i el citoplasma.

## Funcions en la cèl·lula
En la síntesi de l'àcid nucleic ARN, l'ATP és un dels quatre nucleòtids incorporats directament en la molècula d'ARN per l'ARN polimerasa. L'energia que dirigeix aquesta polimerització prové de la degradació d'un pirofosfat (dos grups fosfats). El procés és similar en la biosíntesi del DNA excepte que l'ATP és reduït cap a desoxiribonucleòtid d'ATP, abans d'incorporar-se al DNA.
L'ATP està involucrat directament en el manteniment de l'estructura cel·lular facilitant l'ensamblatge i desensamblatge d'elements del citoesquelet. En un procés relacionat, l'ATP és necessari per l'acurtament dels filaments creuats d'actina i miosina necessaris per a la contracció muscular. Aquest últim procés és un dels principals requeriments energètics dels animals i és essencial per la locomoció i la respiració.

### Senyalització cel·lular

#### Senyalització extracel·lular
L'ATP també és una molècula de senyalització. ATP, ADP o adenosina són reconeguts per receptors purinèrgics.
En els humans aquest paper en la senyalització és important tant pel sistema nerviós central com pel perifèric. L'alliberament depenent de l'activitat de l'ATP des de les sinapsis, axons i glia activa receptors purinèrgics de membrana coneguts com a P2. Els receptors de P2Y són metabotropics, com per exemple la proteïna G apariada, i modulen principalment el calci intracel·lular i a cops els nivells d'AMP cíclics. Tot i que els seus noms van des de P2Y1 fins a P2Y 15, només nou membres de la família del P2Y han sigut clonats, i alguns estan únicament relacionats a través d'homologia dèbil i varis (P2Y₅, P2Y₇, P2Y 9 i P2Y10) no funcionen com a receptors que augmentin el calci citosòlic. El subgrup de receptors ionotropics de P2X conté set membres (P2X1 -P2X₇) que són lligands-porta de Ca2+; que són canals permeables pels ions que s'obren quan estan units a un nucleòtid de purina extracel·lular. Contràriament als receptors de P2 (en ordre agonista ATP> ADP>AMP>ADO), nucleòtids purinergics com l'ATP no són agonistes forts dels receptors P1 que són fortament activats per l'adenosina i altres nucleòsids (ADO>AMP>ADP>ATO). Els receptors P1 tenen A1, A2a, A2b i A3 subtipus (la “A” correspon a la nomenclatura clàssica que feia referència al receptor d'adenosina), i tots ells són receptors de la proteïna G aparellada, A1 i A3 s'uneixen al Gi, i A2a i A2b s'uneixen al Gs.

#### Senyalització intracel·lular
L'ATP és molt important en els processos de transducció de senyals. És utilitzat per cinases com a font de grups fosfats en les seves reaccions de transferència de fosfats. L'activitat de les cinases sobre substrats com les proteïnes o la membrana lipídica és una forma comú de transducció de senyals.
La fosforilació d'una proteïna per una cinasa pot activar aquesta cascada tal com passa amb la proteïna-cinasa activada per mitogen.
L'ATP també l'utilitza l'adenilat ciclasa i és transformat en la segona molècula d'AMP cíclica missatgera, que està involucrada en la producció de senyals de calci per l'alliberament de calci des dels magatzems intracel·lulars. Aquest tipus de transducció de senyals és particularment important pel funcionament cerebral, tot i que també està involucrada en la regulació d'una multitud de processos cel·lulars.

### Síntesi de desoxiribonucleòtids
En tots els organismes coneguts, els desoxiribonucleòtids que formen el DNA són sintetitzats per l'acció de l'enzim anomenat ribonucleòtid reductasa (RNR) en els seus corresponents ribonucleotids. Aquest enzim redueix el grup 2' hidroxil de la ribosa per convertir-lo en desoxiribosa, formant un desoxiribonucleotid (denotat dATP). Tots els enzims ribonucleotid reductasa utilitzen un mecanisme comú basat en un radical sulfhidril unit a residus reactius de cisteïna que oxida per formar ponts disulfur durant el curs de la reacció. Els enzims RNR són reciclats per una reacció amb tioredoxina o glutaredoxina.
La regulació del RNR i enzims relacionats manté el balanç de dNTPs en relació entre ells mateixos i en relació al NTPs de la cèl·lula. Una baixa concentració de dNTP inhibeix la síntesi del DNA i la reparació del DNA i és letal per la cèl·lula, mentres que una proporció anormal de dNTPs és mutagènic degut a l'augment de probabilitats que la DNA polimerasa incorpori dNTP de forma incorrecta durant la síntesi del DNA. La regulació o la diferent especificitat del RNR s'ha proposat com un mecanisme que produeix alteracions en les mides relatives intracel·lulars del dNTP quan es troba sota condicions d'estrès cel·lular com ara l'hipoxia.

## Unió a proteïnes
Un exemple del plec de Rossmann, un domini estructural d'un enzim descarboxilasa del bacteri Staphylococcus epidermidis (PDBID1G5Q) amb una unió a un mononucleòtid cofactor de flavina.
Algunes proteïnes que s'uneixen a l'ATP, ho fan quan aquesta proteïna té un plegament característic; com ara el plegament de Rossmann, que en general és unió-nucleòtid que forma un domini estructural que pot també unir-se al cofactor NAD. Les proteïnes d'unió a l'ATP més comuns, conegudes com a cinases, comparteixen un petit nombre de plecs comuns; les proteïna-cinases, la superfamília més gran de cinases, comparteixen, totes elles, estructures especialitzades per la unió d'ATP i transferència de fosfat.
L'ATP en complexes amb proteïnes requereix generalment de la presència d'un catió bivalent, gairebé sempre el magnesi, que s'uneix als grups fosfats de l'ATP. La presència de magnesi disminueix molt la constant de dissociació de l'ATP de la seva unió proteica amb la seva parella sense afectar l'habilitat de l'enzim per catalitzar la recció una vegada l'ATP s'ha unit. La presència d'ions de magnesi pot servir com un mecanisme per a la regulació de les cinases.

## Anàlegs de l'ATP
Els laboratoris bioquímics sovint utilitzen estudis in vitro per explorar els processos dependents de molècules d'ATP. Els inhibidors enzimàtics d'enzims que són dependents de l'ATP, com ara les cinases, són necessaris per examinar els llocs d'unió i de transició involucrats en les reaccions dependents d'ATP.
Els anàlegs de l'ATP també són utilitzats en cristal·lografia de rajos X per determinar l'estructura d'una proteïna que formi un complex amb l'ATP, que sovint també estan unides a altres substrats. Els anàlegs d'ATP més utilitzats no poden ser hidrolitzats com ho seria l'ATP; en canvi, ells atrapen l'enzim en una estructura fortament relacionada amb l'estat d'unió de l'ATP. L'Adenosina 5'-(gamma-trifosfat) és un anàleg de l'ATP extremadament comú, on un dels fosfats gamma és canviat per un àtom de sulfur. Aquesta molècula és hidrolitzada en una mesura molt més lenta que el mateix ATP i, per tant, funciona com un inhibidor dels processos dependents de l'ATP. En estudis de cristal·lografia, els estats de transició de la hidròlisi són modelats per la unió a l'io de vanadat. Tot i això, s'ha de tindre molta precaució a l'hora d'interpretar els resultats obtinguts a través de la utilització dels anàlegs de l'ATP, ja que alguns enzims poden hidrolitzar-los en altes proporcions quan estan en altes concentracions.